# Высоцкий, Игорь Яковлевич
Игорь Яковлевич Высоцкий (10 сентября 1953, Ягодное, Магаданская область — 2 апреля 2023) — советский боксёр, мастер спорта СССР международного класса. На международном ринге провёл 26 боев, из которых 23 выиграл (всего 185 боев, из которых победил в 161). 

## Биография
Отец — Яков Антонович, краснофлотец, участник Великой Отечественной войны, высланный на поселение после немецкого плена, также был боксёром, выступал в тяжёлом весе, был победителем областных соревнований. Мать, Меета Иогановна Суве, эстонка по национальности, была выслана в Магаданскую область после окончания войны из-за того, что во время войны работала секретаршей в какой-то конторе на оккупированной территории.
Игорь начал заниматься боксом с 12 лет. Тренировался у Евгения Жильцова, с 1968 года у Бориса Гитмана. Дебютировал на ринге на юниорском чемпионате ЦС «Труд» в 1971 году в Алма-Ате, где в первом бою победил по очкам Владимира Волкова. В 1973 году победил на первенстве СССР среди молодежи.
Игорь Высоцкий считается одним из сильнейших боксёров-тяжёловесов 1970-х годов в любительском боксе. При этом он не был ни чемпионом Европы, ни чемпионом мира и Олимпийских игр. Единственный турнир, который Высоцкий выиграл, — чемпионат СССР 1978 года.
Острые кромки надбровных дуг, индивидуальная особенность строения черепа Высоцкого, стали причиной хронических травм боксёра в поединках — рассечений, из-за которых бой оканчивался для него поражением (противники часто сознательно выводили Высоцкого из боя таким образом).
На чемпионате мира 1978 года проиграл в первом бою Доминику Нато (3:2). При отборе на Олимпиаду-1980 он уступил Евгению Горсткову и после этого в возрасте 27 лет покинул ринг.
Игорь Высоцкий прославился тем, что стал единственным боксёром, сумевшим дважды победить трёхкратного олимпийского чемпиона Теофило Стивенсона (на турнире «Кордова хардин» в Гаване в 1973 году и на турнире в Минске в 1976 году). Причём второй раз победа была нокаутом, больше знаменитый кубинец не проигрывал явно. Кроме Высоцкого, Стивенсона побеждали советские боксеры Александр Лукстин и Вячеслав Яковлев, причём кубинец к тому времени уже являлся трехкратным олимпийским чемпионом.
В 1975 году на традиционной встрече боксёров СССР — США Высоцкий одержал победы нокаутом в 3 раунде над Эмори Чапменом и в 1 раунде над Хелтоном Уиллисом. В этом же году одержал победу над Джимми Кларком.
В 1976 году на встрече боксёров СССР — США Высоцкий победил Тони Таббса во 2 раунде в результате остановки боя рефери, а также победил по очкам Джимми Кларка.
В 1977 году на встрече боксёров СССР — США Высоцкий одержал победу по очкам над Джимми Кларком и нокаутировал во 2 раунде Вуди Кларка.
В 1978 году на матчевой встрече боксеров США — СССР в Алма-Ате победил по очкам Митча Грина.
Игорь Высоцкий — один из трёх советских боксёров (Евгений Горстков, Пётр Заев и Высоцкий), кто в 1978 году в Москве проводил показательные бои с известным боксёром, чемпионом мира среди профессионалов — Мухаммедом Али. После смерти Евгения Горсткова в 2020 году оставался последним из участников этого показательного боя.
По завершении спортивной карьеры работал в Спорткомитете СССР, занимался бизнесом, открыл в городе Мытищи «Спортивный клуб И. Я. Высоцкого» для занятий детей боксом.
В 2006 году вышел сериал «Громовы» с участием спортсмена, где он сыграл роль тренера по боксу Лукича.
Скончался 2 апреля 2023 года на 70-м году жизни. Похоронен на Николо-Архангельском кладбище (участок 67А).

## Спортивные результаты
- Чемпионат СССР по боксу 1974 года — ;
- Чемпионат СССР по боксу 1977 года — ;
- Чемпионат СССР по боксу 1978 года — ;
- Чемпионат СССР по боксу 1979 года — ;